# George Odum
George Odum (Millington, 3 novembre 1993) è un giocatore di football americano statunitense che milita nel ruolo di safety per i San Francisco 49ers della National Football League (NFL). Non selezionato nel Draft NFL 2018, firmò come undrafted free agent con gli Indianapolis Colts. Al college giocò a football per Central Arkansas.

## Carriera universitaria
Odum frequentò l'Università dell'Arkansas Centrale e giocò per i Central Arkansas Bears dal 2013 al 2017. Dopo aver saltato la sua prima stagione come true freshman, scese in campo per la prima volta da defensive back nel 2014, totalizzando 77 tackle totali (46 solitari e 31 assistiti), un intercetto, un fumble forzato e quattro passaggi deviati in dodici partite disputate (tre da titolare). Nel 2015, da sophomore, disputò da titolare in tutti gli undici incontri della stagione, totalizzando 67 placcaggi totali (41 solitari e 26), tre passaggi difesi e un fumble recuperato. Nella stagione 2016, come junior, giocò come outside linebacker titolare tutte le tredici partite, mettendo a segno 86 placcaggi totali (58 solitari e 28 assistiti), 2,5 sack, un intercetto ritornato in touchdown, quattro fumble forzati. due fumble recuperati e quattro passaggi deviati. A fine stagione, Odum fu inserito nella prima formazione ideale All-SLC per il 2016. Nel 2017, come senior, disputò tutte le dodici partite da titolare, facendo registrare 120 placcaggi totali (78 solitari e 42 assistiti), quattro sack, un fumble forzato e uno recuperato, e quattro passaggi deviati. A fine stagione fu inserito per la seconda volta in carriera nella prima formazione ideale All-SLC, e nominato per la prima volta in carriera come FCS All-American. Odum chiuse la carriera universitaria con 48 presenze (39 da titolare), 350 placcaggi totali (223 solitari e 127 assistiti), 6,5 sack, due intercetti (uno ritornato in touchdown), sei fumble forzati e quattro recuperati, e 13 passaggi deviati.

### Riconoscimenti vinti
- Prima formazione ideale All-SLC: 2

2016, 2017
- FCS All-American: 1

2017

## Carriera professionistica

### Indianapolis Colts
Il 1º maggio 2018, dopo non essere stato selezionato nel Draft NFL 2018, Odum firmò come undrafted free agent con gli Indianapolis Colts, e riuscì a far parte del roster della squadra per l'inizio della stagione 2018. Fece il suo debutto da professionista il 9 settembre 2018, giocando nello special team per la partita inaugurale della stagione contro i Cincinnati Bengals. Disputò la sua prima partita da titolare il 18 novembre 2018, nell'undicesimo turno contro i Tennessee Titans, dovendo sostituire il compagno di squadra infortunato Malik Hooker; mise a segno sei tackle totali (4 solitari e due assistiti). Il 16 dicembre 2018, nel quindicesimo turno contro i Dallas Cowboys, Odum mise a segno il suo primo intercetto in carriera ai danni del quarterback Dak Prescott, ritornandolo per 14 yard; i Colts vinsero per 23–0. Chiuse la sua stagione da rookie con 16 presenze (due da titolare), 36 placcaggi totali (21 solitari e 15 assistiti), un intercetto e due passaggi deviati.
Odum disputo la sua prima partita nei play-off in carriera giocando nel Wild Card Game contro gli Houston Texans, mettendo a segno due placcaggi; i Colts vinsero per 21–7. Nel turno successivo, il Divisional Round contro i primi in classifica Kansas City Chiefs, Odum fece registrare solamente un placcaggio; i Chiefs sconfissero i Colts per 13–31, ponendo fine alla loro stagione.
Nel 2020 Odum fu inserito nel First-team All-Pro come special teamer.

### San Francisco 49ers
Il 22 marzo 2022 Odum firmò un contratto triennale con i San Francisco 49ers. A fine stagione fu inserito nel Second-team All-Pro.

## Palmarès

### Franchigia
- National Football Conference Championship: 1

San Francisco 49ers: 2023

### Individuale
- First-team All-Pro: 1

2020
- Second-team All-Pro: 1

2022